# Cervona Nîva, Pavlohrad
Cervona Nîva (în ucraineană Червона Нива) este un sat în comuna Mejîrici din raionul Pavlohrad, regiunea Dnipropetrovsk, Ucraina.

## Demografie
Componența lingvistică a localității Cervona Nîva
     Ucraineană (89,86%)
     Rusă (9,42%)
     Alte limbi (0,72%)
Conform recensământului din 2001, majoritatea populației localității Cervona Nîva era vorbitoare de ucraineană (89,86%), existând în minoritate și vorbitori de rusă (9,42%).